# Статоцит

Корневой статоцит в вертикальном положении: 1) клеточная стенка, 2) эндоплазматический ретикулум, 3) плазмодесма, 4) ядро, 5) митохондрия, 6) цитоплазма, 7) статолит, 8) корень, 9) корневой чехлик, 10) статоцит.

Статоци́ты — клетки растений, обеспечивающие гравитропизм. Внутри они содержат статоли́ты — плотные органеллы, оседающие в нижней части клетки и за счёт этого регулирующие рост корня относительно вертикальной оси. У высших растений статолиты представлены преимущественно специализированными амилопластами, у харовых водорослей в ризоидах располагаются «блестящими телами» (нем. Glanzkörper), содержащие кристаллический сульфат бария. Ткань, состоящая из статоцитов, называется статенхи́мой. Наиболее изучены статоциты корневых чехликов и крахмалоносных влагалищ стебля.